# Khémisti (distrito)
Khémisti é um distrito localizado na província de Tissemsilt, Argélia. Sua capital é a cidade de mesmo nome. A população total do distrito era de 40 771 habitantes, em 1998.[carece de fontes?]

## Comunas
O distrito está dividido em duas comunas:
- Khemisti
- Laayoune